# استخوان چکشی

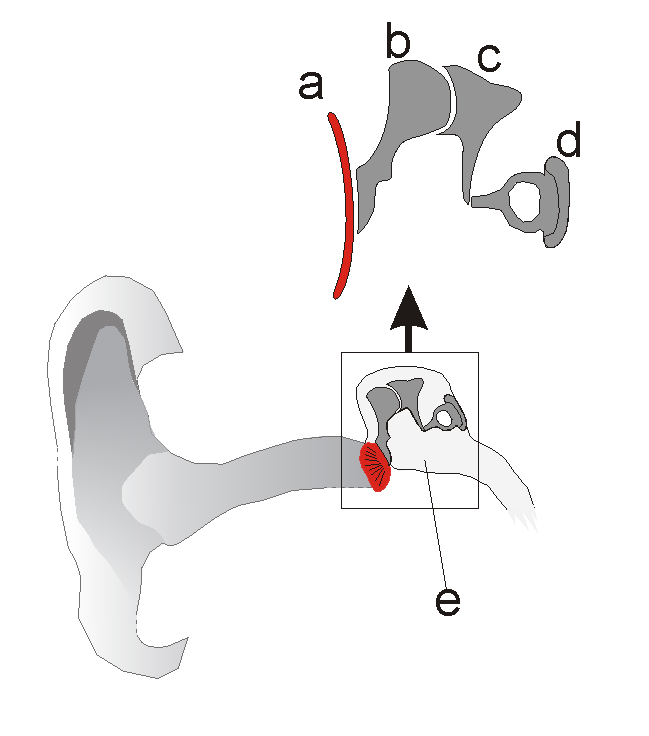
a پرده صماخ (tympanic membrane) (قرمز) b چکشی (Malleus) c استخوان سندانی (Incus) d استخوان رکابی(Stapes) e گوش میانی (Auris media)

استخوان چکشی یکی از استخوانچه‌های سه‌گانهٔ گوش میانی است. این استخوانچه‌ها از نوع متراکم هستند و فاقد حفره مغز استخوان می‌باشند.
استخوان سندانی در عقب استخوانچه چکشی قرار دارد. قسمت خلفی استخوانچه چکشی دارای سطح کاو کوچکی است که با سندانی مفصل می‌شود.
نام‌گذاری این استخوانچه به خاطر شباهت ظاهری آن با چکش صورت گرفته‌است.
گردن این استخوانچهٔ چکشی تنگ شدگی میان دسته و سر آن می‌باشد. سر استخوان با جسم استخوان به وسیله مفصل به هم متصل شده‌اند "مفصل " به این ترتیب که دو استخوان به عنوان یک واحد با هم حرکت می‌کنند.

## کارکرد
پرده گوش قسمتی از پوست نازکی است که مثل طبل محکم گسترده شده‌است و به اولین استخوانچه چسبیده‌است این استخوان کوچک استخوان چکشی نامیده می‌شود. استخوان چکشی به وسیله رباط‌های ریزی به استخوان کوچک دیگری چسبیده‌است که به آن سندانی گفته می‌شود؛ به‌طوری که با حرکت استخوانچه چکشی، استخوانچه سندانی هم همراه آن حرکت خواهد کرد. انتهای دیگر استخوانچه سندانی به تنه کوچک‌ترین استخوان در بدن متصل است که به آن رکابی می‌گویند.
حرکت لرزش استخوان سندانی، رکابی را در هنگامی که به داخل و خارج حلزون در سوراخ بیضی حرکت می‌کند به نوسان وامی‌دارد.
استخوانچه‌های گوش میانی به وسیله رباط‌ها طوری آویزان شده‌اند که مجموع استخوانچه‌های چکشی و سندانی به صورت یک اهرم واحد عمل خواهند کرد و نقطه اتکای این اهرم تقریباً در لبه پرده صماخ قرار گرفته‌است.

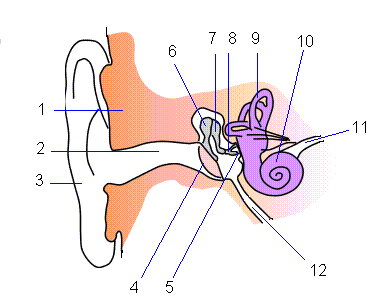
بخش‌های گوش: ۱-جمجمه ۲-مجرای گوش ۳-لاله ۴-پرده ۵-دریچهٔ بیضی ۶-استخوانچه چکشی ۷-استخوان سندانی ۸-استخوان رکابی ۹-دالان ۱۰-حلزون ۱۱- عصب شنوایی ۱۲-لوله استاش.

هنگامی که امواج صوتی وارد گوش می‌شوند و به پرده گوش (پرده صماخ) می‌رسند و پرده گوش را به لرزش درمی‌آورند، ارتعاشات صوتی وارد سه استخوانچه گوش میانی می‌شوند و به این طریق از گوش میانی عبور می‌کنند و وارد گوش داخلی می‌شوند. به این خاطر، دررفتگی استخوان سندانی یا چسبیدگی استخوانچه‌ها به هم باعث کاهش شنوایی می‌شود.
مقایسه استخوانچه‌های سه‌گانه جانوران آبزی مانند نهنگ با جانوران خشکی نشان می‌دهد که وزن و چگالی این استخوانچه‌ها در آبزیان بسیار بیشتر از خشکی‌زیان است به گونه‌ای که وزن این استخوانچه‌ها در وال ۲۰۰ برابر و چگالی آن‌ها ۱۰ درصد بیشتر از انسان است.